# Jakob Gyllenborg

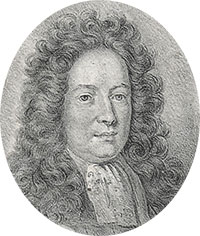
Jakob Gyllenborg

Graf Jakob Gyllenborg (vor seiner Erhebung in den Adelsstand Jakob Wolimhaus; * 7. März 1648 in Uppsala; † 11. März 1701 in Stockholm) war ein schwedischer Politiker und Reichsrat.

## Leben
Jakob Wolimhaus war ein Sohn des 1624 nach Schweden eingewanderten Simon Wolimhaus, der sich in Uppsala als Apotheker niedergelassen hatte. In jungen Jahren machte Jakob Wolimhaus eine weite Reise ins Ausland und trat dann in die Kammerrevision ein, wo er 1674 zum Kommissar und zwei Jahre später zum Assessor befördert wurde. Daraufhin wurde er mit der Aushebung neuer Regimenter und der Revision der Garden beauftragt sowie wegen des dabei entwickelten Eifers 1680 unter dem Namen Gyllenborg geadelt und auf mehrere Jahre in den Reichsratsausschuss gewählt. Dieser sollte sich mit den Missbräuchen befassen, die sich in die Verwaltung der Banken eingeschlichen hatten. Die Geschicklichkeit, die Gyllenborg hierbei entwickelte, gab die Veranlassung zu seiner Ernennung zum Mitglied der Reduktionskommission, die den Zweck hatte, alle der Krone in früherer Zeit vom Adel und der Geistlichkeit entrissenen Güter wieder zurückzuführen. Dies ging nicht ohne vielfache Willkür und Ungerechtigkeiten ab, die in erster Linie auf Gyllenborg fallen, doch sind ihm andererseits auch die Verdienste dieser Kommission zuzuerkennen.
Gyllenborg suchte nach Erledigung der Reduktionsarbeiten u. a. in der Verwaltung Ordnung herzustellen. Selbst auf den Gang der Reichstagsverhandlungen übte er großen Einfluss aus. Er wurde dadurch ein Günstling König Karls XI., zumal da er auch mit dessen Ansichten übereinstimmte. Letzteres zeigte sich besonders auf dem Reichstag von 1689, wo Gyllenberg einer der eifrigsten Parteigänger des Königs war. Zur Belohnung wurde er noch 1689 zum Landeshauptmann der Provinz Uppsala ernannt (die Funktion übte er bis 1695 aus), mit Stockholm belehnt und mit dem Freiherrentitel beschenkt. Im Reichstag 1693 wurde Gyllenborg Landmarschall und zwei Jahre darauf zum Grafen und Rat des Königs ernannt. Sein Bruder Anders Leijonstedt wurde ebenfalls in den Grafenstand erhoben.
Eine glaubwürdige Sage berichtet, König Karl XI. habe später, als er auf seinem qualvollen Totenbett lag, Gyllenborg rufen lassen und ihm harte Vorwürfe gemacht: er und seine Genossen in der Reduktionskommission sollten es vor dem Richterstuhl Gottes verantworten, zu welcher Härte sie seine Regierung verleitet hätten. Gyllenborg hinterließ nach seinem Tod 1701 kein Vermögen. Er wurde im Dom zu Uppsala beigesetzt.
In seinen jüngeren Jahren hatte Gyllenborg sich mit Poesie beschäftigt und verschiedene Gelegenheitsgedichte verfasst, die in der von Per Hanselli herausgegebenen Sammlung älterer Dichterwerke (Samlade vitterhetsarbeten af svenska författere från Stjernhjelm till Dalin. Utg. Af P. Hanselli, Band 5, Uppsala 1863) enthalten sind.